# Rue d'Héliopolis
La rue d'Héliopolis est une voie du 17e arrondissement de Paris, en France.

## Situation et accès
La rue d'Héliopolis est une voie publique située dans le 17e arrondissement de Paris à la limite des quartiers des Ternes et de la Plaine-de-Monceaux. Elle débute au 19-23, rue Guillaume-Tell et se termine place du Vingt-Deux-Novembre-1943.

## Origine du nom
Elle porte le nom de d'Héliopolis, en mémoire de la victoire remportée durant la campagne d'Égypte par l'armée de Kléber, le 20 mars 1800.

## Historique
Cette voie, située à l'origine sur la commune de Neuilly sous le nom de « rue de la Fontaine-des-Ternes », a été rattachée à la voirie parisienne par un décret du 23 mai 1863.
En raison du voisinage de la route Militaire, un arrêté du 1er février 1877 lui donna le nom de « rue d'Héliopolis ».